# أمينة قطب
أمينة قطب إبراهيم (1927 - 2007) أديبة وشاعرة المصرية، وشقيقة الأديب والمنظر الإسلامي سيد قطب، وزوجة كمال الدين السنانيري.

## حياتها
ولدت بمحافظة أسيوط في صعيد مصر. تربت في أسرة متدينة بين أب وأم على خلق ودين، وهي أخت سيد قطب ومحمد قطب وحميدة قطب. انتقلت للعيش في القاهرة بعد وفاة والدها. اعتقلت لعدة شهور بالسجن الحربي مع أخيها سيد قطب.
تزوجت من كمال السنانيري والذي حكم عليه بالسجن لمدة 25 سنة وبعد خمس سنين من السجن دخل المستشفى قابل سيد قطب وطلب منه لزواج من أخته أمينة ووافقت أمينة رغم أنه ما زال أمامه عشرين سنة سجن ولكنها أثبتت أن الإيمان لا تقف أي حواجز في طريقه وكان عمرها عند الزواج عشرين عاما وبعد 17 عاما وفي عام 1975 خرج كمال لزوجته الحبيبة أمينة ولكن تم اعتقاله مرة أخرى بعد ست سنين ومع شدة التعذيب مات في السجن في عام 1981م. كتبت السيدة أمينة القصة ونشرت في عدد من المجلات المصرية مثل الأديب والآداب والعالم العربي واشتغلت بعد وفاة زوجها وأخيها سيد بكتابة الشعر ولها ديوان باسم رسالة إلى شهيد الذي يصور مدى صبر أخيها وزوجها في وجه التعذيب ومدى ظلم وجبروت من خانوا الدين والوطن وعذبوا زوجها وأخوها ومئات من الشباب الطاهر.
انتشرت قصيدتها «هل ترانا نلتقي» انتشار النار في الهشيم وسارت بها ركبان الحُداة في وطننا العربي.. باكين ومبكين.. تقول الكلمات:
" هل ترانا نلتقـي أم أنهـا
كانت اللقيا على أرض السراب؟!
ثم ولَّت وتلاشـى ظلُّهـا
واستحالت ذكـرياتٍ للعذاب
هكذا يسـأل قلبي كلمــا
طالت الأيام من بعد الغياب
فإذا طيفك يرنـو باسما
وكأني في استماع للجـواب
أولم نمضِ على الدرب معًا
كي يعود الخـير للأرض اليباب
فمضينا في طريق شائـك
نتخلى فيه عن كل الرغـاب
ودفنَّا الشوق في أعماقنا
ومضينا في رضــاء واحتساب
قد تعاهدنا على السير معـًا
ثم عاجلت مُجيبًا للذهـاب
حيـن ناداك ربٌّ منعم
لحيـاة في جنـان ورحـاب
ولقاء في نعيم دائم
بجنود الله مرحى بالصحـــاب
قدَّموا الأرواح والعمر فدا
مستجيبين على غـير ارتياب
فليعُد قلبك من غفلاته
فلقاء الخلد في تلك الرحــاب
أيها الراحل عذرًا في شكاتي
فإلى طيفك أنَّات عتـاب
قد تركت القلب يدمي مثقلاً
تائهًا في الليل في عمق الضباب
وإذ أطوي وحيدًا حائرًا
أقطع الدرب طويلاً في اكتئـاب
فإذ الليل خضـمٌّ موحِشٌ
تتلاقى فيه أمواج العـذاب
لم يعُد يبـرق في ليلي سنًا
قد توارت كل أنوار الشهاب
غير أني سوف أمضي مثلما
كنت تلقاني في وجه الصعاب
سوف يمضي الرأس مرفوعًا فلا
يرتضي ضعفًا بقول أو جواب
سوف تحذوني دماء عابقات
قد أنارت كل فجٍ للذهـاب

## وفاتها
فاضت روح السيدة أمينة قطب في منزلها بالهرم في حوالي الساعة الخامسة مساء الأحد 8/نوفمبر/2007

## أعمال أدبية
1. ديوان رسائل إلى شهيد
2. ديوان مع القافلة